# Пидьон швуйим
Пидьон швуйим (пидион швуим, пидьйон швуим, пидьйон швуим, от иуд.-арам. פִּדְיוֹן שְׁבוּיִים дословно — «выкуп пленных») — религиозная обязанность в иудаизме, заключающаяся в освобождении соотечественника-еврея, захваченного в плен работорговцами или грабителями или несправедливо заключённого в тюрьму. Освобождение пленника обычно достигается путём примирения, переговоров о выкупе или неустанного преследования. Это считается важной заповедью в еврейском законе.

## Истоки
Талмуд называет выкуп пленных «великой заповедью» (мицва раба), поскольку плен рассматривается как нечто даже худшее, чем голод и смерть (Бава Батра 8б).
Маймонид писал:

Выкуп пленных имеет приоритет над поддержкой бедных или их одеждой. Нет большей мицвы, чем выкуп пленных, поскольку проблемы пленных включают голод, жажду, раздетость, и они также находятся в смертельной опасности. Игнорирование необходимости выкупа пленных противоречит этим законам Торы «не ожесточи сердца твоего и не сожми руки твоей пред нищим братом твоим» (Втор. 15:7); «не восставай на жизнь ближнего твоего» (Лев. 19:16). И упускает из виду следующую заповедь «но открой ему руку твою» (Втор. 15:8); «люби ближнего твоего, как самого себя» (Лев. 19:18); «спасай взятых на смерть» (Прит. 24:11) и …нет заповеди более великой, чем выкуп пленных.
— Маймонид, Мишне Тора, Хилхот Матанот Анийим 8:10—11
В Шулхан арухе говорится: «Каждый момент промедления в освобождении пленных, в случаях, когда есть возможность ускорить их освобождение, считается равносильным убийству» (Шулхан арух, Йоре Деа 252:3).
В случае, когда похищены несколько человек, закон приписывает сначала выкупать женщин, так как они подверженны большей опасности.
Еврейские общины тратили значительные суммы на выкуп пленных, а во многих из них существовали даже особые чиновники, занимавшиеся этим.
Еврейская община Александрии взимала со своих богатых членов особый налог для выкупа пленных, а также собирала на это средства в других общинах. Выкуп пленных облегчался тем, что евреев, соблюдавших шаббат и кашрут, было неудобно использовать в качестве рабов, и их хозяева охотно соглашались на выкуп. В общинах IX—XII веков в мусульманских странах евреи часто становились жертвами похитителей (пиратов и завоевателей). В христианских странах евреи часто попадали в заключение вследствие кровавого навета или с целью вымогательства.
В еврейских общинах Испании выкуп пленных осуществлялся из регулярных или чрезвычайных налогов, которые платили члены общины.
Некоторые положения Литовского ваада касаются выкупа пленных, похищенных в результате набегов крымских татар. Во время погромов Хмельницкого в руках казаков оказались массы еврейских пленников, и общины Османской империи выкупили большинство из них. Литовский ваад разрешил всем находившимся под его юрисдикцией общинам, которые насчитывали не менее десяти совершеннолетних мужчин, выкупать своих членов из средств общины без предварительного разрешения со стороны ваада. Деньги на выкуп пленных ваад собирал со всех своих общин и поселений. Во время русско-польской войны ваад находил средства на выкуп евреев, захваченных воюющими сторонами.
Венецианское общество помощи фонду выкупа пленных было наиболее важным. Его члены жертвовали деньги сами и собирали пожертвования в других общинах, помогая выкупать пленных в Восточной Европе, Персии и в Северной Африке. Оно также имело своего консула (христианина) на Мальте, для выкупа евреев у мальтийских пиратов.

## Ограничения в практике мицвы
Несмотря на важность заповеди, её следует выполнять в рамках ряда границ, нельзя выкупать пленников дороже их стоимости из-за Тиккун Олам ради надлежащего порядка в мире; в качестве меры предосторожности ради общего блага), и нельзя помогать пленникам бежать из-за Тиккун Олам (Мишна, Гиттин 4:6). Одной из целей этого ограничения является избежание поощрения похитителей или тех, кто ищет финансовой выгоды, захватывая евреев и требуя взамен выкуп, поскольку еврейская традиция придаёт особое значение спасению пленников. Существуют определённые случаи, в которых это ограничение не применяется, например, когда мужчина желает заплатить чрезмерную сумму за свою свободу, или когда заключенный является талмидом хахамом, или когда муж пытается добиться свободы своей жены (Шулхан арух, Йоре Деа 252:4).
Ярким примером практики этого ограничения в реальности был случай ареста раввина Меира из Ротенбурга, гадоля ашкеназского еврейства в XIII веке, который, будучи в тюрьме, как говорят, запретил платить выкуп за себя, ссылаясь на вышеупомянутое ограничение, несмотря на то, что, согласно Галахе, за его освобождение разрешалось заплатить значительную сумму.
Ещё одно ограничение заключается в том, что если человек раз за разом сам себя захватывает, то после третьего раза пидион больше не требуется. Это относится к ситуации, когда человек продался или был заключён в тюрьму из-за преступления, совершённого умышленно. Это ограничение применяется только в том случае, если жизнь пленника не находится в опасности; если же похитители хотят убить его, то пидион обязателен.

## В настоящее время
Вопрос о пидион швуим, и в частности, о цене, которую Израиль готов платить за освобождение захваченных израильских солдат и гражданских лиц, вызывает многочисленные споры. В XX веке заповедь применялась в попытках выкупить евреев во время Второй мировой войны; этой заповедью руководствовались в 1960-е при защите советских диссидентов и при вывозе эфиопских евреев в Израиль.